# World League di pallavolo 2000
L'XI World League di pallavolo si svolse dal 26 maggio al 16 luglio 2000. Dopo la fase a gironi, la fase finale, a cui si qualificarono le prime squadre classificate nei tre gironi di qualificazione, le due migliori seconde e i Paesi Bassi, paese ospitante, si disputò dal 10 al 16 luglio a Rotterdam, nei Paesi Bassi. La vittoria finale andò per l'ottava volta all'Italia.

## Squadre partecipanti
| - Francia - Italia - Jugoslavia - Paesi Bassi - Polonia - Russia - Spagna | - Argentina - Brasile - Canada - Cuba - Stati Uniti |

## Gironi
| Gruppo A                           | Gruppo B                        | Gruppo C                           |
| ---------------------------------- | ------------------------------- | ---------------------------------- |
| Argentina Canada Italia Jugoslavia | Cuba Francia Paesi Bassi Russia | Brasile Polonia Spagna Stati Uniti |

## Classifica finale
| Classifica | Squadre     |
| ---------- | ----------- |
|            | Italia      |
|            | Russia      |
|            | Brasile     |
| 4          | Jugoslavia  |
| 5          | Paesi Bassi |
| 6          | Stati Uniti |
| 7          | Francia     |
| 8          | Argentina   |
| 8          | Cuba        |
| 8          | Polonia     |
| 11         | Canada      |
| 11         | Spagna      |

## Premi individuali
- MVP: Andrea Sartoretti
- Miglior schiacciatore: Guido Görtzen
- Miglior muro: Martin van der Horst
- Miglior servizio: Goran Vujević
- Miglior palleggiatore: Lloy Ball